# Calyptranthes variabilis
Calyptranthes variabilis är en myrtenväxtart som beskrevs av Otto Karl Berg. Calyptranthes variabilis ingår i släktet Calyptranthes och familjen myrtenväxter. Inga underarter finns listade i Catalogue of Life.